# Yunho
Jung Yunho (정윤호) (Gwangju, Coreia do Sul, 6 de fevereiro de 1986), mais conhecido por seus nomes artísticos U-Know Yunho (na Coreia do Sul) e Yunho (ユンホ) (no Japão) é um compositor, modelo, dançarino, cantor e ator sul-coreano. Ele é popularmente conhecido por ser integrante do grupo masculino sul-coreano TVXQ!.

## Filmografia

### Televisão
| Título                   | Papel                           | Emissora | Ano       |
| ------------------------ | ------------------------------- | -------- | --------- |
| Rainbow Romance          | Convidado                       | MBC      | 2005      |
| Banjun Theatre           | Yunho                           | SBS      | 2005      |
| Vacation                 | U-Know Yunho                    | -        | 2006      |
| Heading to the Ground    | Cha Bong Goon                   | MBC      | 2009      |
| Haru                     | Sem Nome                        | -        | 2010      |
| Poseidon                 | Kang Eun Chul (participação)    | SBS      | 2011      |
| I Live in Cheongdam-dong | Ele Mesmo                       | jTBC     | 2011      |
| Welcome to the Show      | Ele Mesmo                       | SBS      | 2011      |
| Queen of Ambition        | Baek Do Hoon                    | SBS      | 2013      |
| Saki                     | Cliente do Café                 | Fuji TV  | 2013      |
| I Order You Meloholic    | Yeo Gook Dae - Chefe Yoo Eun Ho | SBS OCN  | 2015 2017 |

### Filmes
- I AM. (documentário) (2012)
- Cobu 3D (2013)

## Musicais
- Goong (2010)
- Gwanghwamun Sonata (2012)

## Videografia

### Videoclipes
| Ano  | Título     | Diretor    | Duração | Ref.              |
| ---- | ---------- | ---------- | ------- | ----------------- |
| 2023 | "The cure" | Hong MinHo | 4:01    | [ 1 ] [ 2 ] [ 3 ] |
| 2023 | "Vuja De"  | —          | 3:32    | [ 4 ] [ 5 ]       |

## Prêmios
- 1st Annual SM Best Competition - Best Dancing 1st Place
- 2012 3rd Annual Barbie & Ken Awards - Korean Ken